# Paolo Quinteros
Alfredo Paolo Quinteros (Colón, 15 de enero de 1979) es un exbaloncestista argentino. Jugando en la posición de escolta hizo una larga carrera como profesional en Argentina, España y Uruguay. Fue el máximo anotador de la temporada 2004-05 de la Liga Nacional de Básquet y MVP de la temporada 2012-13. Compitió a nivel internacional con la selección de baloncesto de Argentina, formando parte de la camada de jugadores pertenecientes a la que se denominó como La Generación Dorada.
Quinteros es considerado uno de los quince mejores jugadores de baloncesto de la historia Argentina.

## Trayectoria
Quinteros comenzó su trayectoria en el Torneo Nacional de Ascenso, la segunda división de Argentina. Durante las temporadas 1997-1998 a 1999-2000 militó en La Unión de Colón, en las dos siguientes 2000-01 y 2001-02 a Estudiantes de Olavarría (LNB). Tras un paréntesis en Uruguay (Trouville) donde realizó una excelente campaña, se enfundó la camiseta de Boca Juniors entre las campañas 2003-04 a 05-06.
En 2007 dio su salto a España donde jugó la campaña en Climalia León de la Liga LEB, con quien logró el ascenso a la ACB.
En la temporada 07-08 ficharía por el CAI Zaragoza de la Liga LEB, equipo con el que conseguiría el ascenso a la ACB ese mismo año. Así pues, la siguiente temporada jugó en la máxima categoría española con el CAI, la ACB, sufriendo el descenso de categoría al final de la temporada. No obstante, renovó para el año siguiente para tratar de volver a conseguir el ascenso, hecho que se produjo. En 2011 se dio su retorno a Argentina, en esta ocasión para jugar en el Regatas Corrientes. Con ese equipo se consagraría campeón de la temporada 2012-13 de la LNB y de la Liga Sudamericana de Clubes 2012. Jugó hasta los 43 años, retirándose formalmente en octubre de 2022.

## Selección nacional
Fue uno de los integrantes de la Selección de básquetbol de Argentina que ganó la medalla de oro en el FIBA Diamond Ball 2008 en China, y la medalla bronce en los Juegos Olímpicos de Pekín de ese mismo año.
Formó parte del Plantel Argentino que compitió en el Mundial de 2010 celebrado en Turquía.
También participó en el Campeonato FIBA Américas 2011, celebrado en Mar del Plata y ganado por Argentina.

## Clubes
| Temporada | Club                     | País      | Liga |
| 1997-98   | La Unión de Colón        | Argentina | TNA  |
| 1998-99   | La Unión de Colón        | Argentina | TNA  |
| 1999-00   | La Unión de Colón        | Argentina | TNA  |
| 2000-01   | Estudiantes de Olavarría | Argentina | LNB  |
| 2001-02   | Estudiantes de Olavarría | Argentina | LNB  |
| 2002-03   | Trouville                | Uruguay   | LUB  |
| 2003-04   | Boca Juniors             | Argentina | LNB  |
| 2004-05   | Boca Juniors             | Argentina | LNB  |
| 2005-06   | Boca Juniors             | Argentina | LNB  |
| 2006-07   | Baloncesto León          | España    | LEB  |
| 2007-08   | CAI Zaragoza             | España    | LEB  |
| 2008-09   | CAI Zaragoza             | España    | ACB  |
| 2009-10   | CAI Zaragoza             | España    | LEB  |
| 2010-11   | CAI Zaragoza             | España    | ACB  |
| 2011-12   | Regatas Corrientes       | Argentina | LNB  |
| 2012-13   | Regatas Corrientes       | Argentina | LNB  |
| 2013-14   | Regatas Corrientes       | Argentina | LNB  |
| 2014-15   | Regatas Corrientes       | Argentina | LNB  |
| 2015-16   | Regatas Corrientes       | Argentina | LNB  |
| 2016-17   | Regatas Corrientes       | Argentina | LNB  |
| 2017-18   | Regatas Corrientes       | Argentina | LNB  |
| 2018-19   | Regatas Corrientes       | Argentina | LNB  |
| 2019-20   | Regatas Corrientes       | Argentina | LNB  |
| 2020-21   | Regatas Corrientes       | Argentina | LNB  |
| 2021-22   | Regatas Corrientes       | Argentina | LNB  |

## Palmarés

### Campeonato Nacionales
| Título                        | Club                     | País      | Año     |
| ----------------------------- | ------------------------ | --------- | ------- |
| Copa de Campeones             | Estudiantes de Olavarría | Argentina | 2000    |
| Liga Nacional de Básquet      | Estudiantes de Olavarría | Argentina | 2000-01 |
| Torneo Top 4                  | Estudiantes de Olavarría | Argentina | 2002    |
| Liga Nacional de Básquet      | Boca Juniors             | Argentina | 2003-04 |
| Copa Argentina                | Boca Juniors             | Argentina | 2004    |
| Torneo Top 4                  | Boca Juniors             | Argentina | 2004    |
| Copa Argentina                | Boca Juniors             | Argentina | 2005    |
| Copa Argentina                | Boca Juniors             | Argentina | 2006    |
| Copa del Príncipe de Asturias | Baloncesto León          | España    | 2007    |
| LEB Oro                       | CAI Zaragoza             | España    | 2007-08 |
| LEB Oro                       | CAI Zaragoza             | España    | 2009-10 |
| Torneo Súper 8                | Regatas Corrientes       | Argentina | 2012    |
| Liga Nacional de Básquet      | Regatas Corrientes       | Argentina | 2012-13 |

### Campeonatos internacionales

#### A nivel clubes
| Título                      | Club                       | País      | Año  |
| --------------------------- | -------------------------- | --------- | ---- |
| Campeonato Panamericano     | Estudiantes de Olavarría   | Argentina | 2000 |
| Liga Sudamericana de Clubes | Estudiantes de Olavarría   | Argentina | 2001 |
| Campeonato Sudamericano     | Boca Juniors               | Argentina | 2004 |
| Campeonato Sudamericano     | Boca Juniors               | Argentina | 2005 |
| Liga Sudamericana de Clubes | Club de Regatas Corrientes | Argentina | 2012 |

#### A nivel Selección Argentina
| Título                   | Selección           | País      | Año  |
| ------------------------ | ------------------- | --------- | ---- |
| Campeonato Sudamericano  | Selección Argentina | Chile     | 2008 |
| FIBA Diamond Ball        | Selección Argentina | China     | 2008 |
| Campeonato FIBA Américas | Selección Argentina | Argentina | 2011 |

### Menciones
- MVP de la Temporada de la Liga Nacional de Básquet: 2012-13.
- MVP de las Finales  de la Liga Nacional de Básquet 2012-13.
- Mejor quinteto de la LNB: 2004-05, 2005-06, 2012-13, 2013-14.
- Goleador de la Liga Nacional de Básquet: 2004-05.
- Juego de las Estrellas de la LNB: 2005, 2006, 2012, 2013, 2014, 2015, 2016.
- MVP del Juego de las Estrellas de la LNB: 2005, 2012.
- Revelación de la Liga Nacional de Básquet: 2000-01.
- Ganador del Torneo de Triples de la LNB: 2002, 2006.